# Мост Хелл-Гейт
Мост Хелл-Гейт (англ. Hell Gate Bridge) — арочный мост через пролив Хелл-Гейт в Нью-Йорке, соединяющий остров Уорда, принадлежащий боро Манхэттен, и Куинс.
Строительство моста было запланировано на стыке XIX и XX веков в качестве связующего звена между железными дорогами New York, New Haven and Hartford и Pennsylvania Railroad. Всего было представлено несколько проектов. Мост предлагалось сделать арочным, висячим с балкой жёсткости, трёхпролётным со сквозными фермами и трёхпролётным консольным. В результате был выбран вариант арочного моста с большой высотой пролёта, обеспечивавшей бы беспрепятственное судоходство в проливе.
Разработкой конструкции моста занимались 95 инженеров под руководством архитектора из Брно Густава Линденталя. Он же в сотрудничестве с американским архитектором Генри Хорнбостелом разработал башенные опоры.
Строительство моста началось в 1912 и было завершено в 1916 году. На него ушло больше стали, чем на Манхэттенский мост и мост Куинсборо вместе взятые. Фермы выполнены из нового в те годы материала: высокоуглеродистой стали. Масса самых крупных ферм составляет 185 тонн. Мост способен выдерживать вес одновременно 60 локомотивов. Его башенные опоры уходят вглубь на 27 метров и опираются на скалистую породу. Согласно исследованию, проведённому журналом Discover в 2005 году, мост Хелл-Гейт является самым прочным среди остальных мостов Нью-Йорка.
По состоянию на начало XXI века из четырёх путей, идущих по мосту, использовалось три: два южных — компанией Amtrak, северный внутренний — CSX Transportation и Norfolk Southern.
По подобию моста Хелл-Гейт возведён самый большой мост Сиднея Харбор-Бридж.

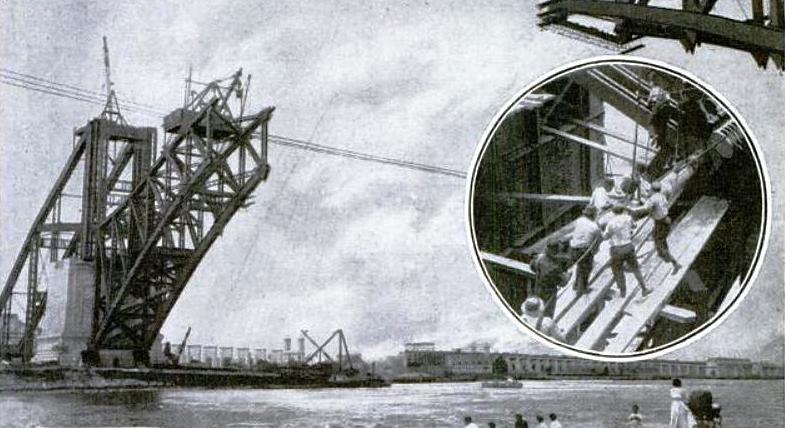
Строительство моста в 1915 году
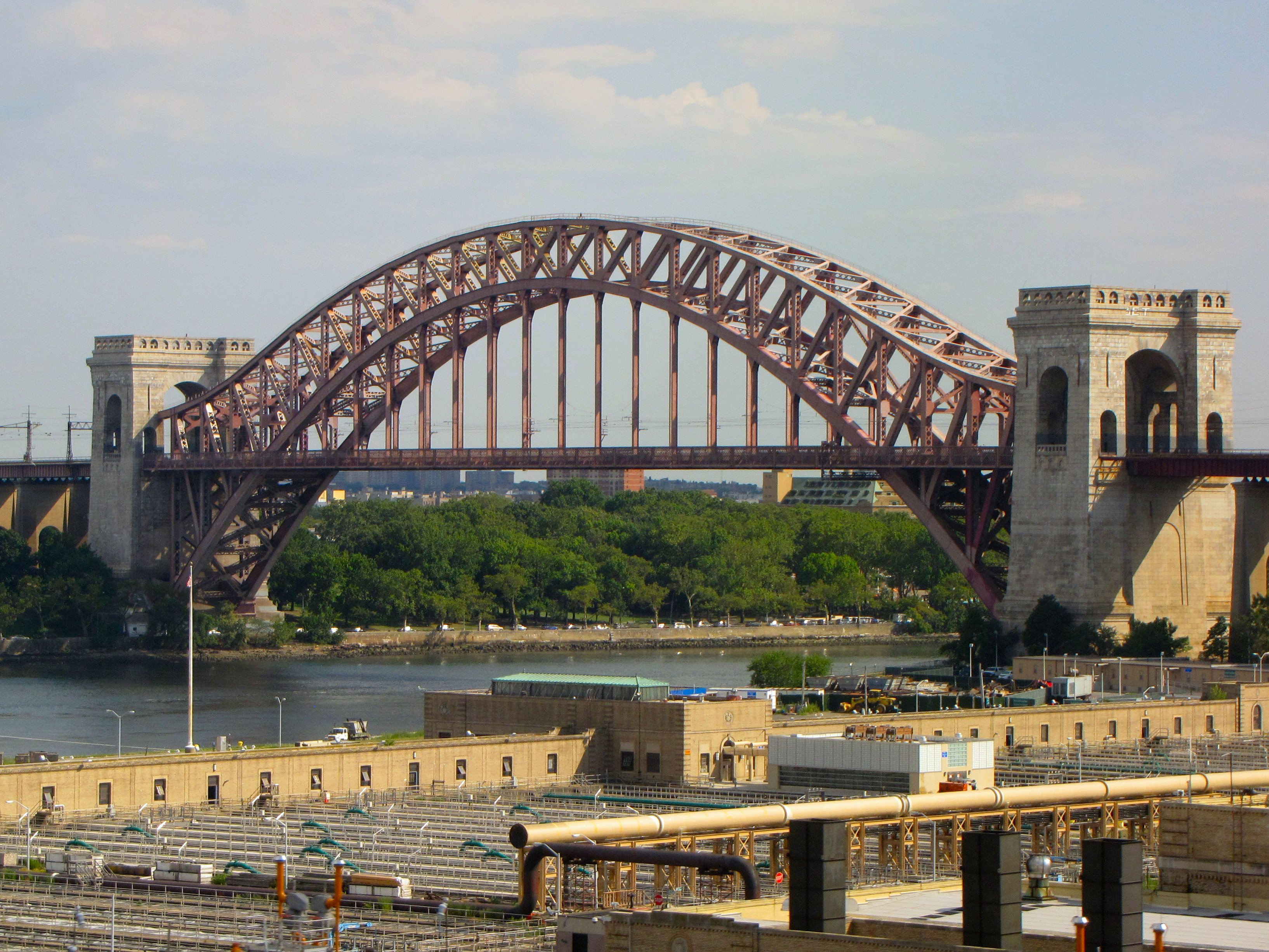
Вид со стороны Куинса